# Гендрик Меркус де Кок
Гендрик Меркус де Кок (нід. Hendrik Merkus de Kock; 25 травня 1779 — 12 квітня 1845) — голландський військовий і політичний діяч, що служив в батавському флоті в ранзі генерал-лейтенант-губернатора Голландської Ост-Індії; міністр внутрішніх справ Нідерландів.

## Біографія
Гендрик Меркус де Кок народився в Гесдені. Його батьком був Йоханнес Конрадус де Кок, банкір, якого гільйотували в Парижі, а матір'ю Марія Петронелла Меркус.
У 1801 році він вступив до батавського флоту, а в 1807 році був відправлений до Голландської Ост-Індії. У 1821 році він командував військовою експедицією в Палембанг для придушення повстання. Пізніше, будучи генерал-лейтенантом-губернатором (1822–1830), де Кок очолював боротьбу проти принца Діпонегоро під час Яванської війни.
Переможний командир отримав баронський титул в 1835 році Він працював в уряді Нідерландів міністром внутрішніх справ з 1836 по 1841 рік. Він був державним міністром з 1841 по 1845 рік. Він залишався членом Верхньої палати парламенту до своєї смерті. Помер у Гаазі 12 квітня 1845 року.

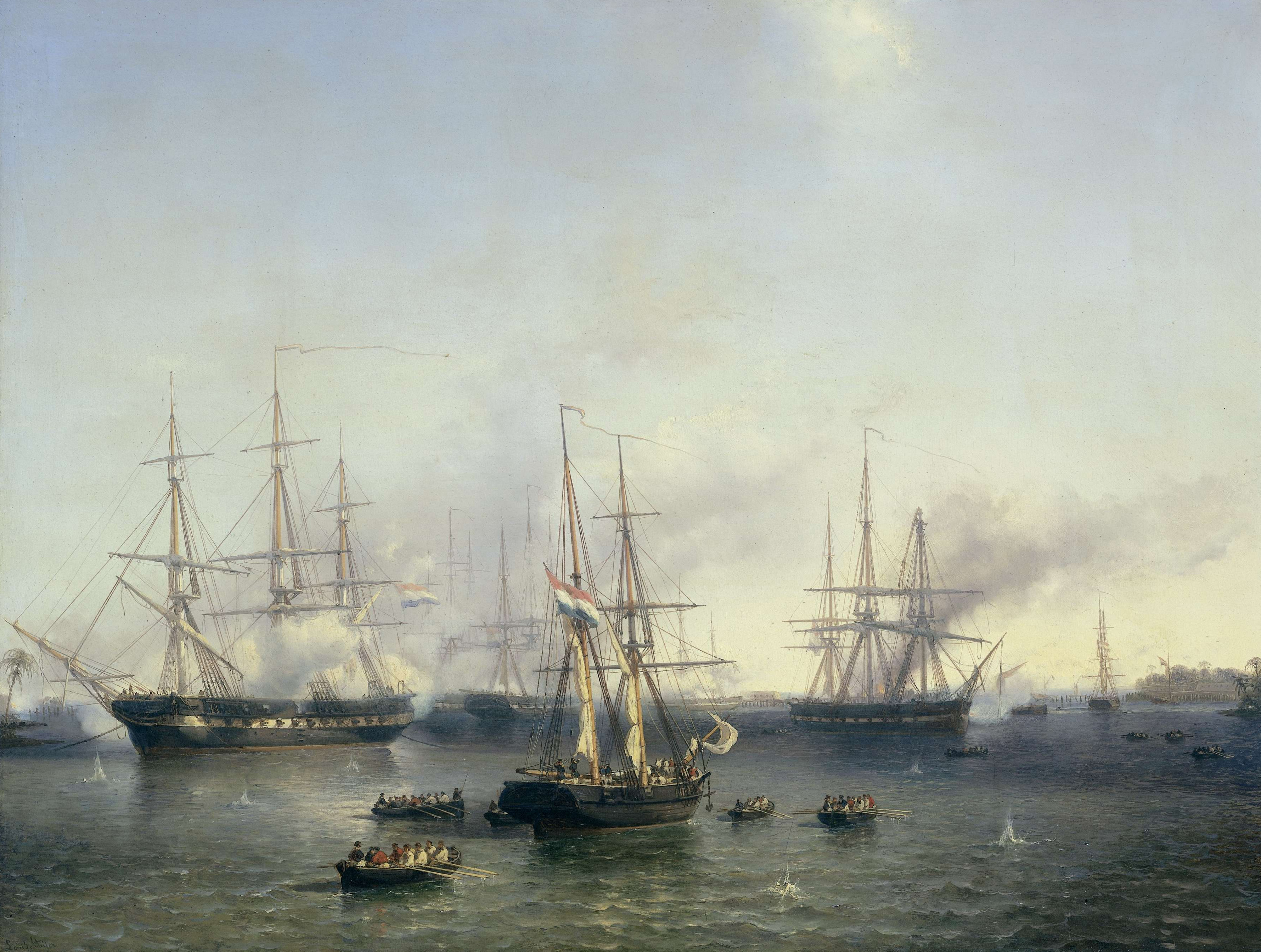
Флот де Кока захоплює Палембанг в 1821 році. Автор Луї Меєр
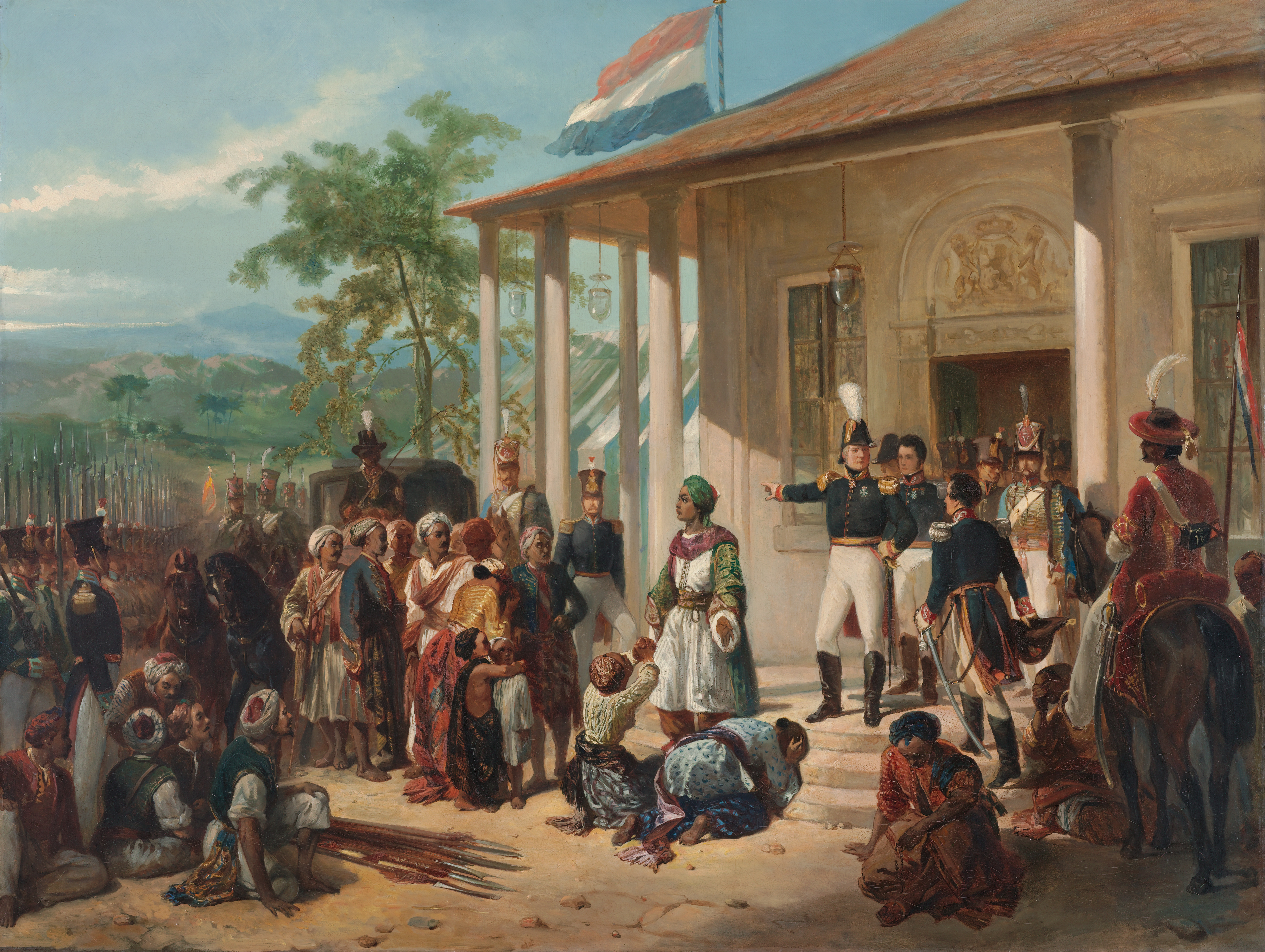
Лейтенант-генерал барон де Кок полонить принца Діпонегоро (1830). Автор Ніколас Пінеман